# Chidlowia
Chidlowia là một chi thực vật có hoa trong họ Đậu.